# Marcela Morelo

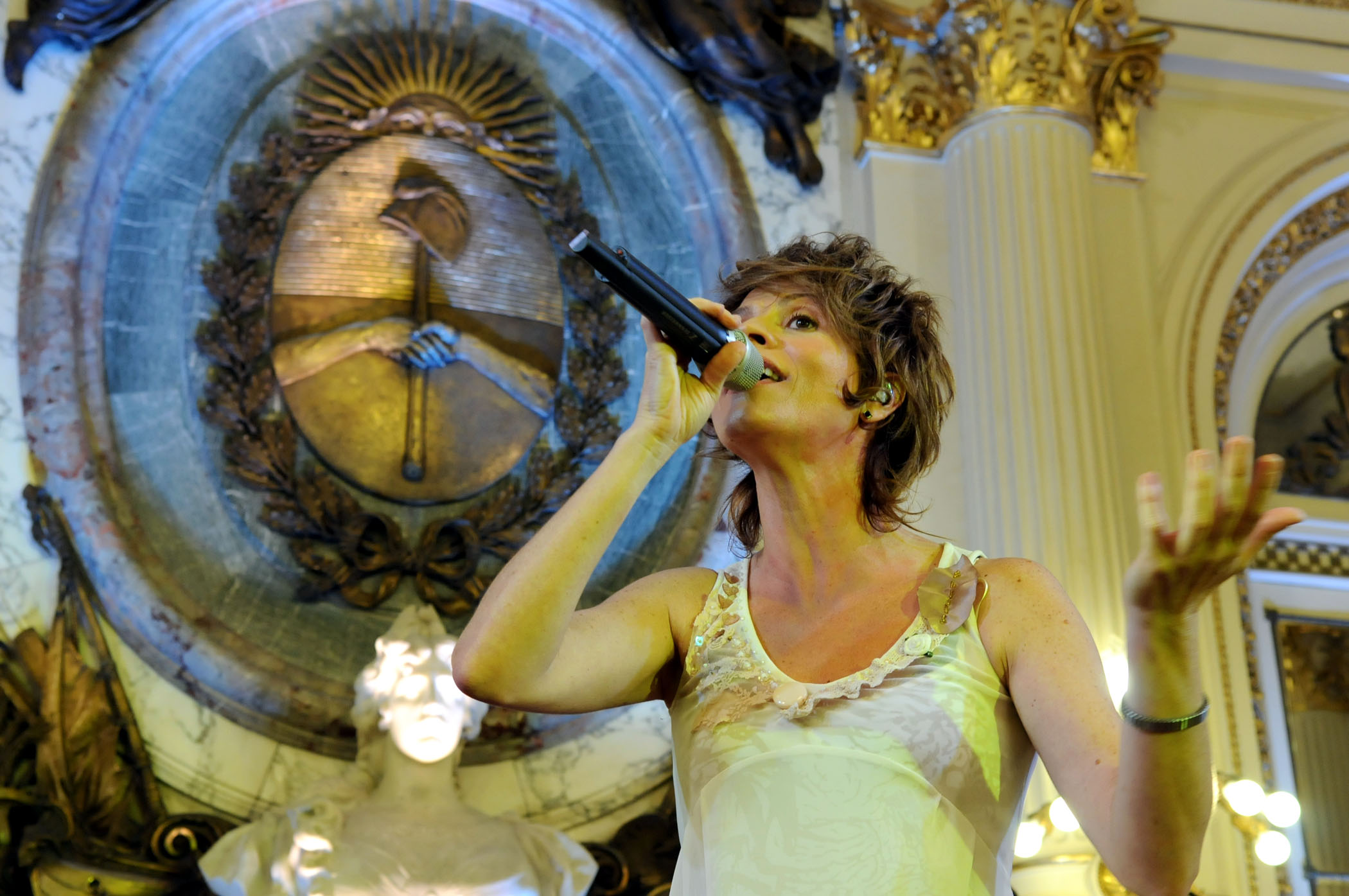

Marcela Morelo (ur. 13 grudnia 1969 w Buenos Aires) – argentyńska piosenkarka.
Zadebiutowała w roku 1997 albumem Manantial, na którym utwory były napisane przez nią. Płyta ta zdobyła uznanie i statut złotej płyty oraz platynowej płyty a utwory z tej płyty La Fuerza del engaño i Corazón Salvaje zostały przebojami na rynku argentyńskim, w Ameryce Łacińskiej oraz w Europie.
Piosenkarka w swej karierze współpracowała m.in. z artystami Celia Cruz, Chichi Peralta, Franco de Vita.

## Dyskografia
- 1997 – Manantial
- 2000 – Eclipse
- 2001 – Tu boca
- 2003 – Invisible
- 2005 – Morelo 5
- 2007 – Fuera del tiempo
- 2009 – Otro plan